# قاچاق انسان در استرالیا
قاچاق انسان در استرالیا (انگلیسی: Human trafficking in Australia) طبق بخش‌های ۲۷۰ و ۲۷۱ قانون کیفری (Cth) غیرقانونی است. در ماه سپتامبر ۲۰۰۵، استرالیا پروتکلی را برای جلوگیری از سرکوب و قاچاق انسان، به ویژه زنان و کودکان را تصویب کرد. که کنوانسیون مبارزه با جرائم سازمان‌یافته فراملی سازمان ملل را تکمیل کرد. در سال ۲۰۰۵ دولت اصلاحات قانون جنایی برای اجرای این پروتکل را انجام داد.

## میزان و وضعیت
تعیین میزان قاچاق انسان در استرالیا Australia دشوار است. با این حال تخمین زده شده‌است که بین ۳۰۰ تا ۱۰۰۰ نفر در سال قربانی قاچاق می‌شوند. دفتر مقابله با مواد مخدر و جرم سازمان ملل متحد (UNODC) استرالیا را به عنوان یکی از ۲۱ کشور مقصد قاچاق انسان در رده بالا فهرست کرده‌است.

## موضع‌گیری‌ها
دفتر نظارت و مبارزه با قاچاق انسان در وزارت امور خارجه ایالات متحده آمریکا این کشور را را در سال ۲۰۱۷ در رده اول "Tier1" کشورهای (مبارزه با قاچاق انسان) قرار داده‌است.قاچاق اعضای بدن رشدچشمگیری داشته 